# جایزه دیوید کوهن
جایزه دیوید کوهن (به انگلیسی: David Cohen Prize) یک جایزه دوسالانه ادبیات انگلیسی است که از سال ۱۹۹۲ برای بزرگداشت از یک عمر دستاورد ادبی به یک نویسنده، رمان‌نویس، داستان کوتاه‌نویس، شاعر، مقاله‌نویس یا نمایشنامه‌نویس (باید شهروند انگلستان یا ایرلند باشد) داده می‌شود. این جایزه توسط بنیاد جان اس. کوهن تأمین و توسط شورای هنر انگلستان اداره می‌شود. این جایزه ۴۰ هزار پوند ارزش دارد.

## لیست دریافت کنندگان
لیست دریافت کنندگان جایزه دیوید کوهن:
- ۱۹۹۳: وی. اس. نایپل
- ۱۹۹۵: هارولد پینتر
- ۱۹۹۷: موریل اسپارک
- ۱۹۹۹: ویلیام ترور
- ۲۰۰۱: دوریس لسینگ
- ۲۰۰۳: بریل بینبریج و توم گون
- ۲۰۰۵: مایکل هولروید
- ۲۰۰۷: دری ماهون
- ۲۰۰۹: شیموس هینی
- ۲۰۱۱: جولیان بارنز
- ۲۰۱۳: هیلاری منتل
- ۲۰۱۵: تونی هریسون
- ۲۰۱۷: تام استاپارد
- ۲۰۱۹: ادنا اوبراین